# Famille de Niort
La famille de Niort, anciennement d'Aniort, est un ancien lignage noble du Languedoc, fortement impliquée dans la Croisade des albigeois au XIIIe siècle.
Cette famille est éteinte.

## Origines
Elle tire son nom du village de Niort-de-Sault (Aude) et apparaît dans des actes du XIIe siècle, en possession de seigneuries à Aniort, Belfort et Castelpor (acte de mars 1176) .
L'ancienne famille de Niort (anciennement Aniorti, Aniort) serait issue des Carolingiens et apparentée aux maisons royales de León, de Castille, de Navarre et d'Aragon, et aux maisons comtales de Razès, de Foix, de Toulouse. Cependant, cela ne repose pas sur des éléments irréfutables.

## Histoire
Au début du XIIe siècle, Guillaume d'Alion, vicomte de Sault et baron de Niort, prend le nom de cette seigneurie et épouse Brandinière de Foix, fille de Roger III de Foix, princesse de sang royal par sa mère Chimène de Barcelone, et nièce du comte de Toulouse. En 1145, à la suite du rachat de l'intégralité des droits sur le pays de Sault et sur Niort au comte de Foix, le fils de Guillaume d'Alion et de Brandinière de Foix, Guillaume, prend le nom de Niort. C'est la réelle naissance de la famille.

### L'épopée cathare
Entre la fin du XIIe siècle et le milieu du XIIIe siècle, la famille de Niort est acquise à la cause cathare. On compte dans les parents des Niort plusieurs cathares reconnues (Guiraude de Lavaur, Blanche de Laurac...) et les fils de la famille sont élevés dans cette religion. Seigneurs influents (par leurs alliances ils possèdent également l'importante seigneurie de Laurac et la majeure partie du Lauragais), ils s'opposent farouchement aux croisades royales et aux archevêques de Narbonne. Les « frères maudits » (Géraud, Bernard-Othon, Guillaume et Raymond de Roquefeuil) sont alors parmi les plus redoutés des seigneurs occitans.
Malgré quelques manœuvres politiques (mariage d'Hermance de Niort avec un neveu de Simon de Montfort, réconciliation avec le pape...) l'inquisiteur Ferrer les condamne à la prison perpétuelle en février 1236 (la crainte que leur condamnation à mort ne provoque un soulèvement du Midi les aurait sauvés du bûcher). Évadés des prisons de Carcassonne, ils réarment leurs châteaux.
En 1240, Géraud de Niort fait acte de soumission au roi, en son nom et en ceux de ses frères. Contraint d'arborer la croix jaune (symbole des anciens hérétiques), il livre ses châteaux au roi de France, qui devait en théorie les lui restituer. Le roi n'en fait rien, ce qui amène les Niort à reprendre les armes et à s'enfermer dans leurs « nids d'aigle »,. Enfin, en août 1255, les armées royales mettent le siège devant le château de Niort et la famille cesse toute résistance. Niort aura survécu onze ans au bûcher de Montségur. En 1260, Esclarmonde de Niort entame une révision du procès de ses frères et les fait réhabiliter. La famille n'obtient pas pour autant la restitution de ses terres.

### Après la dépossession
Dépossédés par le roi Louis IX de leurs biens et domaines à la suite de l'épopée cathare, les Niort vont se trouver moins en lumière. En 1274 les frères Pierre-Roger et Bertrand de Niort vendent leurs droits situés autour d'Auriac dans les Corbières à l'archevêque de Narbonne.
Ils restent cependant présents là où étaient situées leurs anciennes terres, à Niort même, où un petit manoir est construit à côté de l'église actuelle, et à Escouloubre. Ils vont ainsi se maintenir en Languedoc et y conserver un rang distingué, puisqu'ils continuent toujours, au cours du XVe siècle, à s'allier à des familles de la noblesse de la province, notamment : la puissante maison de Lévis (qui avait joué un rôle prépondérant, aux côtés de Simon de Montfort leur suzerain, lors de la croisade des albigeois), ou bien aussi la famille Dax elle-même alliée à la prestigieuse maison de Narbonne (branche des barons de Talairan).

### Famille de Niort
La famille de Niort toujours représentée de nos jours est elle aussi originaire du pays de Sault. Elle revendique, au moins depuis le XVIIe siècle, descendre de cet ancien lignage et, si la plupart des ouvrages rapportant leur généalogie l'affirment,,, il semble cependant difficile de prouver sa parenté avec les anciens seigneurs de Niort. Elle porte par ailleurs des armes différentes de celles qui figurent sur les sceaux de Géraud de Niort et de son frère Bernard-Othon : d'azur aux trois chevrons d'or, accompagnés de trois étoiles d'argent (ses descendants actuels portent les chevrons brisés).
Elle s'est divisée en plusieurs branches, parmi lesquelles :
- celle des « barons de Niort », qui acquiert au début du XVIe siècle une partie de la seigneurie de Niort, et fut maintenue dans sa noblesse en 1669 et 1670 sur des preuves ne remontant qu'à 1550[11],[9]. Elle s'est notamment alliée aux familles de Raynaud, de Saint-Martin, de Nègre d'Able, de Marsol, etc.
- celle des « barons de Bélesta », maintenue dans sa noblesse en 1699 et éteinte au début du XIXe siècle, qui a fourni plusieurs officiers, notamment au sein du régiment d'Artois, décorés de la croix de Saint-Louis, et qui s'est alliée aux familles d'Argiot, d'Arsse, de Gléon-Durban, de Bruyères-Chalabre, Dax d'Axat, de Cazamajour, etc[10].

## Généalogie des anciens seigneurs de Niort
Nota : cette généalogie n'est pas sourcée, elle peut comporter des erreurs.
|                          |                          |                          |                          |                          |                          |  |  | Guillaume d'Alion de Niort                          | Guillaume d'Alion de Niort                          | Guillaume d'Alion de Niort                          | Guillaume d'Alion de Niort                          | Guillaume d'Alion de Niort                          | Guillaume d'Alion de Niort                          |                    |                    | Brandinière de Foix | Brandinière de Foix | Brandinière de Foix | Brandinière de Foix | Brandinière de Foix | Brandinière de Foix |  |  |                   |                   |                   |                   |                   |                   |             |             | Sicard II seigneur de Montréal                         | Sicard II seigneur de Montréal                         | Sicard II seigneur de Montréal                         | Sicard II seigneur de Montréal                         | Sicard II seigneur de Montréal                         | Sicard II seigneur de Montréal                         |                    |                    | Blanche de Laurac     | Blanche de Laurac     | Blanche de Laurac     | Blanche de Laurac     | Blanche de Laurac     | Blanche de Laurac     |                    |                    |                                                       |                                                       |                                                       |                                                       |                                                       |                                                       |  |  |                                              |                                              |                                              |                                              |                                              |                                              |
|                          |                          |                          |                          |                          |                          |  |  | Guillaume d'Alion de Niort                          | Guillaume d'Alion de Niort                          | Guillaume d'Alion de Niort                          | Guillaume d'Alion de Niort                          | Guillaume d'Alion de Niort                          | Guillaume d'Alion de Niort                          |                    |                    | Brandinière de Foix | Brandinière de Foix | Brandinière de Foix | Brandinière de Foix | Brandinière de Foix | Brandinière de Foix |  |  |                   |                   |                   |                   |                   |                   |             |             | Sicard II seigneur de Montréal                         | Sicard II seigneur de Montréal                         | Sicard II seigneur de Montréal                         | Sicard II seigneur de Montréal                         | Sicard II seigneur de Montréal                         | Sicard II seigneur de Montréal                         |                    |                    | Blanche de Laurac     | Blanche de Laurac     | Blanche de Laurac     | Blanche de Laurac     | Blanche de Laurac     | Blanche de Laurac     |                    |                    |                                                       |                                                       |                                                       |                                                       |                                                       |                                                       |  |  |                                              |                                              |                                              |                                              |                                              |                                              |
|                          |                          |                          |                          |                          |                          |  |  |                                                     |                                                     |                                                     |                                                     |                                                     |                                                     |                    |                    |                     |                     |                     |                     |                     |                     |  |  |                   |                   |                   |                   |                   |                   |             |             |                                                        |                                                        |                                                        |                                                        |                                                        |                                                        |                    |                    |                       |                       |                       |                       |                       |                       |                    |                    |                                                       |                                                       |                                                       |                                                       |                                                       |                                                       |  |  |                                              |                                              |                                              |                                              |                                              |                                              |
|                          |                          |                          |                          |                          |                          |  |  |                                                     |                                                     |                                                     |                                                     |                                                     |                                                     |                    |                    |                     |                     |                     |                     |                     |                     |  |  |                   |                   |                   |                   |                   |                   |             |             |                                                        |                                                        |                                                        |                                                        |                                                        |                                                        |                    |                    |                       |                       |                       |                       |                       |                       |                    |                    |                                                       |                                                       |                                                       |                                                       |                                                       |                                                       |  |  |                                              |                                              |                                              |                                              |                                              |                                              |
|                          |                          |                          |                          |                          |                          |  |  |                                                     |                                                     |                                                     |                                                     | Guillaume de Niort                                  | Guillaume de Niort                                  | Guillaume de Niort | Guillaume de Niort | Guillaume de Niort  | Guillaume de Niort  |                     |                     |                     |                     |  |  |                   |                   |                   |                   | Esclarmonde       | Esclarmonde       | Esclarmonde | Esclarmonde | Esclarmonde                                            | Esclarmonde                                            |                                                        |                                                        | Aimery de Montréal                                     | Aimery de Montréal                                     | Aimery de Montréal | Aimery de Montréal | Aimery de Montréal    | Aimery de Montréal    |                       |                       | Guiraude de Lavaur    | Guiraude de Lavaur    | Guiraude de Lavaur | Guiraude de Lavaur | Guiraude de Lavaur                                    | Guiraude de Lavaur                                    |                                                       |                                                       |                                                       |                                                       |  |  |                                              |                                              |                                              |                                              |                                              |                                              |
|                          |                          |                          |                          |                          |                          |  |  |                                                     |                                                     |                                                     |                                                     | Guillaume de Niort                                  | Guillaume de Niort                                  | Guillaume de Niort | Guillaume de Niort | Guillaume de Niort  | Guillaume de Niort  |                     |                     |                     |                     |  |  |                   |                   |                   |                   | Esclarmonde       | Esclarmonde       | Esclarmonde | Esclarmonde | Esclarmonde                                            | Esclarmonde                                            |                                                        |                                                        | Aimery de Montréal                                     | Aimery de Montréal                                     | Aimery de Montréal | Aimery de Montréal | Aimery de Montréal    | Aimery de Montréal    |                       |                       | Guiraude de Lavaur    | Guiraude de Lavaur    | Guiraude de Lavaur | Guiraude de Lavaur | Guiraude de Lavaur                                    | Guiraude de Lavaur                                    |                                                       |                                                       |                                                       |                                                       |  |  |                                              |                                              |                                              |                                              |                                              |                                              |
|                          |                          |                          |                          |                          |                          |  |  |                                                     |                                                     |                                                     |                                                     |                                                     |                                                     |                    |                    |                     |                     |                     |                     |                     |                     |  |  |                   |                   |                   |                   |                   |                   |             |             |                                                        |                                                        |                                                        |                                                        |                                                        |                                                        |                    |                    |                       |                       |                       |                       |                       |                       |                    |                    |                                                       |                                                       |                                                       |                                                       |                                                       |                                                       |  |  |                                              |                                              |                                              |                                              |                                              |                                              |
|                          |                          |                          |                          |                          |                          |  |  |                                                     |                                                     |                                                     |                                                     |                                                     |                                                     |                    |                    |                     |                     |                     |                     |                     |                     |  |  |                   |                   |                   |                   |                   |                   |             |             |                                                        |                                                        |                                                        |                                                        |                                                        |                                                        |                    |                    |                       |                       |                       |                       |                       |                       |                    |                    |                                                       |                                                       |                                                       |                                                       |                                                       |                                                       |  |  |                                              |                                              |                                              |                                              |                                              |                                              |
| Géraud x Sancie d'Aragon | Géraud x Sancie d'Aragon | Géraud x Sancie d'Aragon | Géraud x Sancie d'Aragon | Géraud x Sancie d'Aragon | Géraud x Sancie d'Aragon |  |  | Bernard-Othon, seigneur de Laurac × Nova de Cabaret | Bernard-Othon, seigneur de Laurac × Nova de Cabaret | Bernard-Othon, seigneur de Laurac × Nova de Cabaret | Bernard-Othon, seigneur de Laurac × Nova de Cabaret | Bernard-Othon, seigneur de Laurac × Nova de Cabaret | Bernard-Othon, seigneur de Laurac × Nova de Cabaret |                    |                    | Guillaume × Cécile  | Guillaume × Cécile  | Guillaume × Cécile  | Guillaume × Cécile  | Guillaume × Cécile  | Guillaume × Cécile  |  |  | Guillaume-Bernard | Guillaume-Bernard | Guillaume-Bernard | Guillaume-Bernard | Guillaume-Bernard | Guillaume-Bernard |             |             | Raymond, seigneur de Roquefeuil x Marquise de Mirepoix | Raymond, seigneur de Roquefeuil x Marquise de Mirepoix | Raymond, seigneur de Roquefeuil x Marquise de Mirepoix | Raymond, seigneur de Roquefeuil x Marquise de Mirepoix | Raymond, seigneur de Roquefeuil x Marquise de Mirepoix | Raymond, seigneur de Roquefeuil x Marquise de Mirepoix |                    |                    | Uzalguier abbé d'Alet | Uzalguier abbé d'Alet | Uzalguier abbé d'Alet | Uzalguier abbé d'Alet | Uzalguier abbé d'Alet | Uzalguier abbé d'Alet |                    |                    | Esclarmonde × Foulques de Dournes seigneur de Ginoles | Esclarmonde × Foulques de Dournes seigneur de Ginoles | Esclarmonde × Foulques de Dournes seigneur de Ginoles | Esclarmonde × Foulques de Dournes seigneur de Ginoles | Esclarmonde × Foulques de Dournes seigneur de Ginoles | Esclarmonde × Foulques de Dournes seigneur de Ginoles |  |  | Comtora × Bernard Sermon, seigneur d'Albedun | Comtora × Bernard Sermon, seigneur d'Albedun | Comtora × Bernard Sermon, seigneur d'Albedun | Comtora × Bernard Sermon, seigneur d'Albedun | Comtora × Bernard Sermon, seigneur d'Albedun | Comtora × Bernard Sermon, seigneur d'Albedun |

## Héraldique
| Figure | Nom et blasonnement |
|        | Famille de Niort, armes anciennes - Blasonnement : de gueules à la croix alaisée d'or (couleurs hypothétiques) (Armes portées sur le sceau de Géraud de Niort en 1240) |
|        | |
|        | Famille de Niort, armes anciennes (brisure) - Blasonnement : d'or à la croix de gueules, bordée de même (couleurs hypothétiques) (Armes portées sur le sceau du frère cadet de Géraud de Niort, Bernard-Othon de Niort, seigneur de Laurac : on retrouve une variante de la croix)                                                              |
|        | |
|        | Famille de Niort, armes modernes - Blasonnement : d'azur aux trois chevrons d'or, accompagnés de trois étoiles d'argent. Différences entre dessin et blasonnement : Le 1er chevron est représenté le sommet hissé jusqu'au chef. - Timbre : couronne de comte (Armes enregistrées par Gaston de Niort lors de la maintenue de noblesse de 1670) |
|        | |
|        | Famille de Niort, armes modernes (brisure) - Blasonnement : d'azur aux trois chevrons brisés d'or, accompagnés de trois étoiles d'argent.[réf. nécessaire] - Timbre : couronne de comte - Devise : Fidélité (Armes portées par les membres actuels de la famille de Niort)                                                                      |

## Sources et bibliographie

### Sources
- Bibliothèque nationale de France, Cabinet des manuscrits occidentaux (Paris, rue de Richelieu), Pièces originales, vol. 2113.